# Itoko Tsuji
Itoko Tsuji   (prefectura d'Ōsaka, 3 de desembre de 1947 - prefectura d'Ōsaka, 24 de maig de 2021) va ser una actriu i tarento japonesa owarai. Ha actuat en moltes pel·lícules, com ara Contes d’Osaka, Bokunchi i Tokyo Dogs.
Tsuji va morir a la prefectura d'Osaka el 24 de maig de 2021, amb 73 anys, de Càncer de pàncrees.